# Draveil
Draveil  [d̪ʁavɛj] je město v jižní části metropolitní oblasti Paříže ve Francii v departmentu Essonne a regionu Île-de-France. Od centra Paříže je vzdálené 19,1 km.

## Sousední obce
Draveil sousedí s Athis-Mons, Vigneux-sur-Seine, Viry-Châtillon, Juvisy-sur-Orge, Montgeron, Grigny, Ris-Orangis a Soisy-sur-Seine.

## Vývoj počtu obyvatel
Počet obyvatel

## Partnerská města
- Esmoriz, Portugalsko
- Hove, Velká Británie
- Oberkirch, Německo
- Paltionasa, Rumunsko
- Sandaré, Mali